# Катастрофа Ту-134 в Габаре
Катастрофа Ту-134 в Габаре — крупная авиационная катастрофа, произошедшая 16 марта 1978 года у села Габаре Врачанской области Болгарии с самолётом Ту-134 авиакомпании Балкан, в результате которой погибли 73 человека.

## Самолёт
Ту-134 с бортовым номером LZ-TUB (заводской — 8350501, серийный — 05-01) был выпущен Харьковским авиазаводом в 1968 году и в сентябре передан болгарской ТАБСО (Транспортно-авиационно българо-съветско общество, позже переименована в Балкан). Пассажировместимость его салона составляла 72 места. Болгария стала первой из стран, после СССР, которая начала эксплуатировать самолёты Ту-134.

## Катастрофа
Самолёт выполнял пассажирский рейс 107 по маршруту София — Варшава, а на его борту находились 7 членов экипажа и 66 пассажиров. Ту-134 вылетел из Софийского аэропорта и начал набор высоты. Но через 10 минут, проходя высоту 4900 метров, он неожиданно развернулся на 135° и перешёл в крутое снижение, после чего врезался в скалу у деревни Габаре в 130 километрах от Софии и полностью разрушился. Все 73 человека на борту погибли. Это крупнейшая авиакатастрофа в Болгарии (8-я в истории Ту-134).

## Известные пассажиры
- Януш Вилгельми (pl:Janusz Wilhelmi) — польский литературный критик, министр культуры и искусств ПНР, глава комитета кинематографии страны[3];
- Георги Димитров — болгарский футболист и футбольный тренер, бронзовый призёр Олимпийских игр 1956 года и участник чемпионата мира 1962 года.
- сборная НРБ по художественной гимнастике[4]:
  - Жулиета Шишманова — тренер;
  - Румяна Стефанова — спортсменка;
  - Албена Петрова — спортсменка;
  - Валентина Кирилова — спортсменка;
  - Севдалина Попова — судья;
  - Снежана Михайлова — аккомпаниатор.

## Причина
Причина катастрофы так и не была установлена. Существует версия, что на авиалайнер каким-либо образом оказали воздействие самолёты болгарских ВВС (попадание в спутный след, столкновение в воздухе и т. п.).